# Miss Niederlande

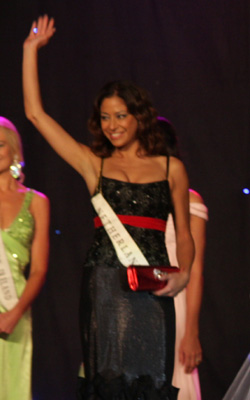
Carmen Kool, Miss World Netherlands 2008

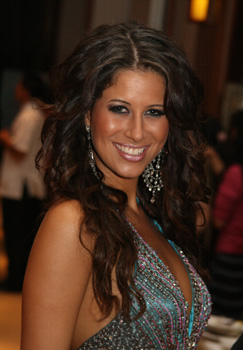
Melissa Sneekes, Miss Niederlande 2007

Miss Niederlande (niederländisch: Miss Nederland) war ein nationaler Schönheitswettbewerb für unverheiratete Frauen in den Niederlanden.
Er hatte bereits einen Vorläufer vor dem Zweiten Weltkrieg, mit dem Namen Miss Holland. Die Gewinnerinnen beteiligten sich an der Wahl zur Miss Europe und Miss Universe. Der Wettbewerb wurde erstmals 1929 von der Zeitschrift Het Leven (Das Leben) im Tuschinski-Theater in Amsterdam ausgetragen.
Der zweite Vorläufer bestand 1950 bis 1989 unter der gleichen Bezeichnung. Die Gewinnerinnen kandidierten zur Miss Universe, Miss Europe und (seltener) zur Miss World.
1989 teilte sich dieser Wettbewerb für mehrere Jahrzehnte: Seitdem gab es Miss Nederland, veranstaltet von der Miss Nederland Organisatie, deren Gewinnerinnen an der Wahl zur Miss Europe teilnahmen (bis 2007 auch an der zur Miss World). Die Veranstalter der Miss Universe Nederland (1991–2005) delegierten ihre Gewinnerinnen zur Miss Universe. Der Wettbewerb wurde 2008 vorübergehend wiederbelebt.
Die Miss World Netherlands b.v. wählte 2008 die niederländische Teilnehmerin an der Miss World.
Ab 2009 wurden die Teilnehmerinnen zur Miss World, Miss Universe und Miss Europe wieder alle im Wettbewerb Miss Nederland ermittelt.
Darüber hinaus gab es 2004 bis 2011 einen eigenständigen Wettbewerb um die Miss Earth Netherlands. Wie schon der Name erkennen lässt, kandidierte die Siegerin zur Miss Earth.
2023 wurde mit Rikkie Kollé erstmals eine Transfrau Miss Niederlande.
2024, nach 95 Jahren, haben sich die Organisatoren dazu entschieden die Miss-Wahlen in den Niederlanden abzuschaffen. Begründet wurde es damit, dass der Schönheitswettbewerb nicht mehr zeitgemäß sei.
Stattdessen gibt es nun die Online-Plattform „Niet Meer Van Deze Tijd“ (übersetzte: „Nicht mehr von dieser Zeit“), welche junge Menschen inspirieren soll sie selbst zu sein. Thematisch soll es dabei um psychische Gesundheit, soziale Medien, Vielfalt und Selbstdarstellung gehen.

## Die Siegerinnen

### Miss Holland vor dem Zweiten Weltkrieg
| Jahr | Siegerin                            |
| ---- | ----------------------------------- |
| 1929 | Jopie Koopman                       |
| 1930 | Elly Kuster                         |
| 1930 | Rie van der Rest                    |
| 1931 | Marie Lelyveld (Marie van Lelyveld) |
| 1932 | Carolina (Corrie) Geels             |
| 1933 | nicht ausgetragen                   |
| 1934 | Sonja Coers                         |
| 1935 | Stella Elte                         |
| 1936 | Mia Kramer                          |
| 1937 | Elise Schimpf                       |

### Miss Holland 1948–1989
| Jahr    | Miss Holland                   |
| ------- | ------------------------------ |
| 1948/49 | Mary Jochemse                  |
| 1950    | Hilda Lisman                   |
| 1951    | Betty Drosdy                   |
| 1952    | Yvonne Meyer                   |
| 1953    | [Stanny] Sandy Weyers          |
| 1954    | Janny Harteveld                |
| 1955    | Angelina Kalkhoven             |
| 1956    | Rita Schmidt                   |
| 1957    | Corine Rottschäfer             |
| 1958    | Lucienne Struve                |
| 1959    | Peggy Erwich                   |
| 1960    | [Ansje] Ans Schoon             |
| 1961    | [Annemarie] Anne Marie Brink   |
| 1962    | [Rina] Catharina Lodders       |
| 1963    | Godelieve Stassen [Sassen]     |
| 1964    | Elly Koot                      |
| 1965    | [Anja, Amja] Anna Maria Schuit |
| 1966    | Margo Domen                    |
| 1967    | Irene van Campenhout           |
| 1968    | Marjolein Abbink [Abbing]      |
| 1969    | Welmoed Hollenberg             |
| 1970    | Maureen Renzen                 |
| 1971    | Laura Mulder-Smid              |
| 1972    | Jenny ten Wolde                |
| 1973    | Yildiz de Kat                  |
| 1974    | Nicoline Broeckx               |
| 1975    | Linda Snippe                   |
| 1975    | Cora Kitz                      |
| 1976    | Lucie Visser                   |
| 1976    | Nanny Nielen                   |
| 1977    | Sharine Leenders               |
| 1977    | Ineke Berends                  |
| 1978    | Karin Ingrid Gustafsson        |
| 1978    | Jacqueline Hartog              |
| 1979    | Eunice Bharatsingh             |
| 1980    | Karin Gooyer                   |
| 1981    | Ingrid Schouten                |
| 1982    | Brigitte Dierickx              |
| 1983    | Nancy Lalleman Heynis          |
| 1984    | Nancy Neede                    |
| 1985    | Pasquale Sommers               |
| 1985    | Mandy Jacobs                   |
| 1986    | Janny ter Velde                |
| 1987    | Angelique Cremers              |
| 1988    | Angela Visser                  |
| 1988    | Nandy Hendrikx                 |
| 1989    | Stephanie Halenbeek            |

### Miss Nederland und Miss Universe Nederland
| Jahr | Miss Nederland                   | Miss Universe Nederland |
| ---- | -------------------------------- | ----------------------- |
| 1989 | Liesbeth Caspers                 | nicht ausgetragen       |
| 1990 | Gabriëlle Stap                   | Rita Hallier            |
| 1991 | Linda Egging                     | Paulien Huizinga        |
| 1992 | Gaby van Nimwegen                | Vivian Jansen           |
| 1993 | Hilda van der Meulen [Vermeulen] | Angelique van Zaalen    |
| 1994 | Yoshka Bon                       | Irene van der Laar      |
| 1995 | Didie Schackman                  | Chantal van Woensel     |
| 1996 | Petra Hoost                      | Marja de Graaf          |
| 1997 | Sonja Silva                      | nicht ausgetragen       |
| 1998 | Nerena Ruinemans                 | Jacqueline Rotteveel    |
| 1999 | Ilona van Veldhuisen             | Gisela Ballensiefen     |
| 2000 | Raja Moussaoui                   | Chantal van Roessel     |
| 2001 | Irena Pantelic                   | Reshma Roopram          |
| 2002 | Elise Boulogne                   | Kim Kötter              |
| 2003 | Sanne de Regt                    | Tessa (Amber) Brix      |
| 2004 | Miranda Slabber                  | Lindsay (Grace) Pronk   |
| 2005 | nicht ausgetragen                | Sharita Sopacua         |
| 2006 | Sheryl Baas                      | nicht ausgetragen       |
| 2007 | Melissa Sneekes                  | nicht ausgetragen       |
| 2008 | Deniz Akkoyun                    | Charlotte Labee         |
| 2009 | Avalon-Chanel Weyzig             | nicht ausgetragen       |
| 2010 | Desirée van den Berg             | nicht ausgetragen       |
| 2011 | nicht ausgetragen                | Kelly Weekers           |
| 2012 | Nathalie den Dekker              | nicht ausgetragen       |
| 2013 | nicht ausgetragen                | Stephanie Tency         |
| 2014 | nicht ausgetragen                | Yasmin Verheijen        |
| 2015 | Jessie Jazz Vuijk                | nicht ausgetragen       |
| 2016 | Zoey Ivory                       | nicht ausgetragen       |
| 2017 | Nicky Opheij                     | nicht ausgetragen       |
| 2018 | Rahima Dirkse                    | nicht ausgetragen       |
| 2019 | Sharon Pieksma                   | nicht ausgetragen       |
| 2020 | Denise Speelman                  | nicht ausgetragen       |
| 2021 | Julia Sinning                    | nicht ausgetragen       |
| 2022 | Ona Moody                        | nicht ausgetragen       |
| 2023 | Rikkie Kollè                     | nicht ausgetragen       |
| 2024 | Amber Rustenberg                 | nicht ausgetragen       |

### Miss Earth Netherlands und Miss World Netherlands
| Jahr | Miss Earth Netherlands | Miss World Netherlands |
| ---- | ---------------------- | ---------------------- |
| 2004 | Saadia Himi            | nicht ausgetragen      |
| 2005 | Dagmar Saija           | nicht ausgetragen      |
| 2006 | Sabrina van der Donk   | nicht ausgetragen      |
| 2007 | Milou Verhoeks         | nicht ausgetragen      |
| 2008 | Melanie de Laat        | Carmen Kool            |
| 2009 | Sabrina Anijs          | nicht ausgetragen      |
| 2010 | nicht ausgetragen      | nicht ausgetragen      |
| 2011 | Jill Duijves           | Jill de Robles         |
| 2012 | nicht ausgetragen      | nicht ausgetragen      |
| 2013 | nicht ausgetragen      | Jacqueline Steenbeek   |
| 2014 | nicht ausgetragen      | Tatjana Maul           |

Seit 2015 werden diese Wettbewerbe nicht mehr ausgetragen, die Kandidatinnen stattdessen (wie vorher schon zeitweise) bei der Miss Nederland ermittelt.